# Avon Championships 1981
Avon Championships 1981 - десятий Чемпіонат Туру WTA, щорічний тенісний турнір серед найкращих гравчинь в рамках Туру WTA 1981. Відбувся з 22 до 38 березня 1981 року в Медісон-сквер-гарден у Нью-Йорку (США). Перша сіяна Мартіна Навратілова здобула титул в одиночному розряді й отримала 100 тис. доларів США.

## Фінальна частина

### Одиночний розряд
Мартіна Навратілова —  Андреа Джегер, 6–3, 7–6(7–3)

### Парний розряд
Мартіна Навратілова /  Пем Шрайвер —  Барбара Поттер /  Шерон Волш, 6–0, 7–6(8–6)